# اچ‌ام‌ای‌اس سسنوک (اف‌سی‌پی‌بی ۲۱۰)
اچ‌ام‌ای‌اس سسنوک (اف‌سی‌پی‌بی ۲۱۰) (به انگلیسی: HMAS Cessnock (FCPB 210)) یک کشتی است که طول آن ۱۳۷٫۶ فوت (۴۱٫۹ متر) می‌باشد. این کشتی در سال ۱۹۸۳ ساخته شد.